# 遺伝子オントロジー
遺伝子オントロジー（いでんしオントロジー、英: gene ontology、GO）とは、生物学的概念を記述するための、共通の語彙を策定しようとするプロジェクトである。
1990年代後半から、生物学における実験手法の革新（DNAシーケンサーやDNAマイクロアレイなど）や、バイオインフォマティクス的手法の発達により、様々な種の遺伝子関連情報がデータベース化されている。これらに蓄積された情報を有効に活用するためには、統一された語彙を用いて、機能情報などを記述する必要がある。統一された語彙を用いることで、異なった機関によって作成されたデータベース、さらに異なった生物種のデータベース間で、データの結合や、横断比較を行うことが可能になる。データベースは無料で公開されている。

## 実際のデータ

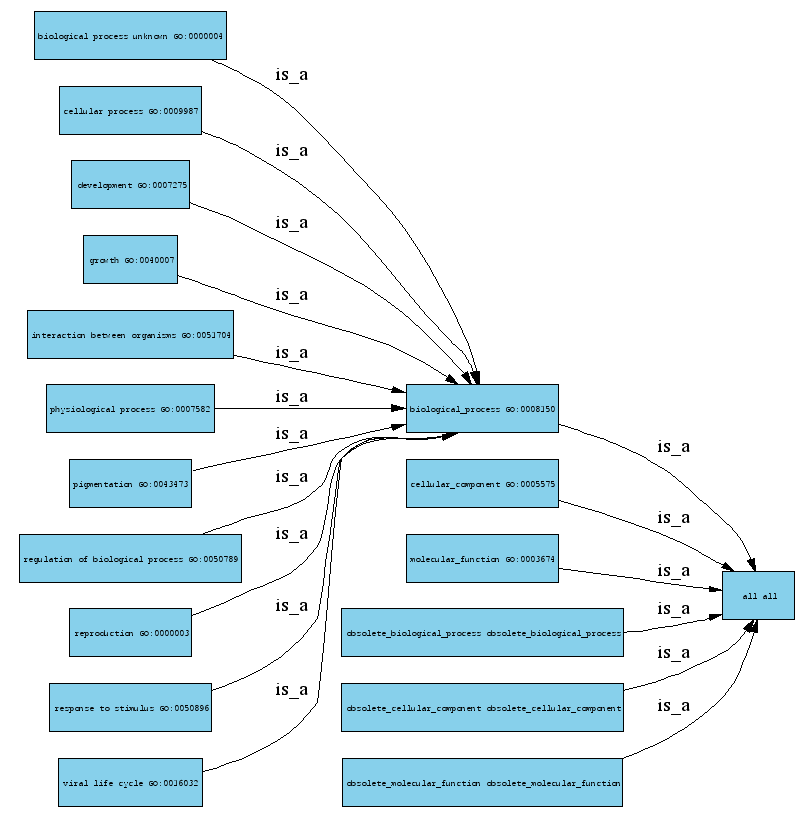
図1：AmiGOによるトップレベルGO Tremのグラフ化。

GOで定義された用語は、GO term と呼ばれる。GO term は三つのカテゴリーに分かれる。
- biological process（生物学的プロセス）
- cellular component（細胞の構成要素）
- molecular function（分子機能）

計算機上でGOのデータは、有向非巡回グラフ (英: directed acyclic graph、DAG) と呼ばれるデータ構造を用いて記述することができる。DAGの性質上、非常にXMLとの親和性が高いため、アノテーションと共にXML-RDFフォーマットでも提供されている。